# Orville Robinson
Orville Robinson (* 28. Oktober 1801 in Richfield, New York; † 1. Dezember 1882 in Oswego, New York) war ein US-amerikanischer Jurist und Politiker. Zwischen 1843 und 1845 vertrat er den Bundesstaat New York im US-Repräsentantenhaus.

## Werdegang
Orville Robinson schloss seine Vorstudien ab. Er studierte Jura. Nach dem Erhalt seiner Zulassung als Anwalt 1827 begann er in der Kleinstadt Mexico zu praktizieren. 1828 war er dort Friedensrichter und 1829 Stadtschreiber (town clerk). Er wurde 1830 Vormundschafts- und Nachlassrichter (surrogate) im Oswego County – ein Posten, den er bis 1838 innehatte. Während dieser Zeit saß er 1834, 1836 und 1837 in der New York State Assembly. Dann war er zwischen 1841 und 1843 Bezirksstaatsanwalt im Oswego County. 1843 bekleidete er den Posten als Supervisor in der Town von Mexico. Politisch gehörte er der Demokratischen Partei an.
Bei den Kongresswahlen des Jahres 1842 für den 28. Kongress wurde er im 23. Wahlbezirk von New York in das US-Repräsentantenhaus in Washington, D.C. gewählt, wo er am 4. März 1843 die Nachfolge von Victory Birdseye und A. Lawrence Foster antrat, welche zuvor zusammen den 23. Distrikt im US-Repräsentantenhaus vertraten. Er schied dann nach dem 3. März 1845 aus dem Kongress aus.
1847 zog er nach Oswego. Dort war er 1853 als Recorder tätig. Er saß 1856 wieder in der New York State Assembly und hatte während dieser Zeit den Posten des Speakers inne. Zwischen 1858 und 1860 war er Collector of Customs für den Distrikt von Oswego. Die Folgejahre waren vom Bürgerkrieg überschattet. Er verstarb am 1. Dezember 1882 in Oswego und wurde dann auf dem Riverside Cemetery beigesetzt.